# Syndrome de la cabane
Le syndrome de la cabane est une expression utilisée par certains médias en mai 2020 pour désigner la peur sociale ou l'angoisse de sortir de chez soi, en particulier après une période de confinement. La terminologie a notamment été utilisée à la fin du confinement de 2020 en France et préalablement en Espagne (síndrome de la cabaña). Cette expression n'est pas utilisée en psychiatrie, tout comme deux autres variantes également utilisées par les médias : le syndrome du prisonnier et le syndrome de l'escargot.
La terminologie proviendrait du ressenti des chercheurs d'or à l'issue du confinement pendant des mois dans des cabanes.